# COMMUNIA
Коммуния (COMMUNIA) —  международный тематический проект, финансируемый Европейской комиссией в рамках eContentplus базы, касающийся обсуждения, теоретического анализа и выработки стратегических решений существующих и возникающих вопросов, касающихся общественного достояния в цифровой среде — а также смежных тем, включая, но не ограничиваясь обсуждениями альтернативных форм лицензирования для творческих работ; открытого доступа к научным публикациям и результатам исследований; ведением работ, авторы которых неизвестны (то есть «произведения-сироты»).
Задачами проекта является также объединение усилий, направленных на то, чтобы помочь сформулировать общие вопросы вокруг общественного достояния в цифровой среде, выделяя проблемы, возникающие в связи с все более сложным интерфейсом между научно-техническим прогрессом, технологическими инновациями, культурным развитием, социально-экономическими преобразованиями с одной стороны и ростом и массовым использованием цифровых технологий в Информационном обществе.
Работа проекта координируется профессором Хуан-Карлос-де-Мартином из политехнического института в Турине в NEXA исследовательском центре развития Интернета. В работе принимают участие входят 51 (изначально было 36) — университетов, потребительских организаций, библиотек, архивов, некоммерческих организаций и др. — в основном из ЕС, но также из нескольких зарубежных стран, таких как Соединенные Штаты и Бразилия, где ведутся аналогичные дискуссии.
В числе проводимых мероприятий — семинары и международные конференции в странах ЕС. Под названием «Мировая наука и экономика, обмен знаниями» была организована Вторая международная конференция в июне 2009 года в Турине, Италия. В ходе мероприятия были рассмотрены Концептуальные основы и практические возможности построения «викисклада» и связанные с этим вопросы (совместные руководящие принципы политики, единые стандарты, институциональная политика и др.) способные предложить общий доступ к разнообразным исследовательским ресурсам, выявления моделей, потребностей и возможностей для эффективных инициатив по широкому спектру научных направлений. Третья и заключительная конференция была проведена 28-30 июня 2010 года в Турине, Италия, под названием «Университеты в киберпространстве: перепрофилирование научно-образовательных учреждений». В ней приняли участие более 200 участников из разных уголков мира. Обсуждены вопросы: какой вклад могут внести университеты в будущее интернета? Как наши образовательные учреждения пропагандируют идеалы свободного обмена информацией со сложной интеллектуальной собственностью, с задачами, которые ставятся в сети? Видео-записи, документы и другие материалы, относящиеся к конференции, полностью доступны на сайте.
Наряду с текущей деятельностью пяти рабочих групп завершается разработка проекта окончательного Стратегического отчета.
В сети также выставлен «Манифест общественного достояния», документ, направленный в «напоминание гражданам и политикам, что общее богатство принадлежит всем». Манифест подписали сотни людей и организаций во всем мире.
Другая инициатива в рамках международного неофициального праздника День общественного достояния: состоит в том, что каждый год на Новый год, в связи с истечением срока авторского права на произведенные работы, авторы которых умерли на несколько десятилетий раньше, тысячи работ вводятся в общественное достояние (различающееся в разных странах по своим законам об авторском праве). Несколько мероприятий были также запланировано на 1 января 2016 года, чтобы отметить роль общественного достояния.